# Селивановська (Ленський район)
Селивановська (рос. Селивановская) — присілок в Ленському районі Архангельської області Російської Федерації.
Населення становить 91 особу. Входить до складу муніципального утворення Сойгинське поселення.

## Історія
Від 2004 року входить до складу муніципального утворення Сойгинське поселення.

## Населення
| 2002 | 2010 | 2012 |
| ---- | ---- | ---- |
| 100  | ↘67  | ↗91  |